# Pseudicius palaestinensis
Pseudicius palaestinensis är en spindelart som beskrevs av Embrik Strand 1915. Pseudicius palaestinensis ingår i släktet Pseudicius och familjen hoppspindlar. Inga underarter finns listade i Catalogue of Life.